# サント・ステーファノ・ディ・マグラ
サント・ステーファノ・ディ・マグラ(イタリア語: Santo Stefano di Magra)は、イタリア共和国リグーリア州ラ・スペツィア県にある、人口約9,500人の基礎自治体（コムーネ）。

## 地理

### 位置・広がり

#### 隣接コムーネ
隣接するコムーネは以下の通り。括弧内のMSはマッサ＝カッラーラ県所属を示す。
- アウッラ (MS)
- ボラーノ
- サルザーナ
- ヴェッツァーノ・リーグレ

### 地震分類
イタリアの地震リスク階級 (it) では、3 に分類される
。

## 行政

### 分離集落
サント・ステーファノ・ディ・マグラには、以下の分離集落（フラツィオーネ）がある。
- Ponzano Belaso, Ponzano Magra, Ponzano Superiore